# 第13回ロサンゼルス映画批評家協会賞
第13回ロサンゼルス映画批評家協会賞は、ロサンゼルス映画批評家協会によって1987年の映画に贈られた映画賞である。12月19日に発表され、授賞式は1988年1月21日に行われた。

## 受賞
- 主演男優賞: 
  - スティーヴ・マーティン – 『愛しのロクサーヌ』
  - ジャック・ニコルソン – 『黄昏に燃えて』、『イーストウィックの魔女たち』

- 主演女優賞:
  - ホリー・ハンター – 『ブロードキャスト・ニュース』
  - サリー・カークランド – 『アンナ』

- 監督賞: 
  - ジョン・ブアマン - 『戦場の小さな天使たち』

- 作品賞:
  - 『戦場の小さな天使たち』

- 外国映画賞:
  - 『さよなら子供たち』 ( 西ドイツ フランス)

- 脚本賞:
  - 『戦場の小さな天使たち』 - ジョン・ブアマン

- 助演男優賞: 
  - モーガン・フリーマン - 『NY ストリート・スマート』

- 助演女優賞: 
  - オリンピア・デュカキス - 『月の輝く夜に』